# Josip Čop
Josip Čop (Varaždin, 14. listopada 1954.), bivši je hrvatski nogometaš i sadašnji športski djelatnik. Bio je obrambeni igrač, jugosl. reprezentativac. Diplomirani je ekonomist poslovnog marketinga na Ekonomskom fakultetu Sveučilišta u Zagrebu i Viši nogometni trener Kineziološkog fakulteta u Zagrebu.

## Igračka karijera

### Klupska karijera
Nogometnu karijeru započeo 1964. godine u mlađim kategorijama Varteksa, za čiju je prvu momčad potom odigrao 109 prvenstvenih utakmica. Otišao nakratko u zagrebački Dinamo (1974. – 75.), u sezoni kad je Varteks, zbog reorganizacije ondašnje Druge savezne lige igrao u nižem rangu natjecanja. U sezoni 1975./76. ponovno je nastupao za Varteks, koji se vratio u Drugu ligu, a potom je igrao za Zagreb (1976. – 83. i 1988.), te splitski Hajduk (1983.–84.; 59 nastupa, osvojio kup 1984.), Sturm iz Graza (1984. – 86.), te nižerazredni austrijski Wildon (1989.), gdje je bio igrač i tajnik. 
Statistika u Hajduku
| Natjecanje        | Nastupi | Zgoditci |
| ----------------- | ------- | -------- |
| Prvenstvo         | 28      | 0        |
| Kup               | 5       | 0        |
| Superkup          | 0       | 0        |
| Međunarodne       | 7       | 0        |
| Splitski podsavez | 0       | 0        |
| Ukupno            | 40      | 0        |
| Prijateljske      | 19      | 0        |
| Sveukupno         | 59      | 0        |

### Reprezentativna karijera
Za A reprezentaciju Jugoslavije odigrao 2 prijateljske utakmice (1984.) - pobjede u gostima protiv Portugala i Španjolske. Bio je u sastavu ali nije igrao na EP-u 1984., a nastupao je i u olimpijskoj (25), amaterskoj (6) i vrsti na Mediteranskim igrama (3). 

## Trenerska karijera
Od 1995. do 1996. godine radio je kao trener NK Zelengaj i kao tehnički tajnik NK Zagreb.

## Športsko-administrativna karijera
Kao iskusni nogometaš i stručnjak, 1996. godine prelazi u vrhovnu nogometnu administraciju. Tako od 1996. do 1998. godine obavljao je dužnost generalnog tajnika Hrvatskog nogometnog saveza i neposredno u svom mandatu sudjelovao je u nastupu reprezentacije Hrvatske na Europskom prvenstvu 1996. godine u Engleskoj i na Svjetskom prvenstvu u Francuskoj 1998. godine, na kojem su "vatreni" osvojili brončanu medalju. Bio je u dva mandata (od 1996. do 2000. godine) potpredsjednik UEFA Komisije za reprezentacije do 21 godine i delegat Svjetske i Europske nogometne federacije.
Nakon bogate športske karijere u nogometu, 1999. godine dolazi u vrhovnu instituciju hrvatskog športa, Hrvatski olimpijski odbor i preuzima dužnost izvršnog direktora koju je obavljao do 2001. godine., a četiri mjeseca vršio je i dužnost generalnog tajnika Hrvatskog olimpijskog odbora do izbora HOO-a za mandatno razdoblje od 2000. do 2004. godine. Od 2001. do 2004. godine Čop je na dužnosti direktora Ureda za lokalni šport. Od studenoga 2004. do lipnja 2005. godine odlukom Vijeća HOO-a vršitelj je dužnosti generalnog tajnika Hrvatskog olimpijskog odbora. U lipnju 2005. godine u potpunosti preuzeo je dužnost generalnog tajnika s mandatom od četiri godine. Na toj se dužnosti nalazi i danas (16. kolovoza 2015.).